# Anal Cunt
Anal Cunt, aussi appelé AxCx et A.C, est un groupe de grindcore américain, originaire de Newton, dans le Massachusetts. Ils sont souvent désignés par leurs initiales A.C. (souvent écrit AxCx) en raison du caractère vulgaire de leur nom et de la censure de rigueur sur certaines radios et dans certaines publications. De nombreuses pochettes de leurs albums comportent d'ailleurs simplement ces mêmes initiales. Cependant, le groupe parvient finalement à détourner cette abréviation en traçant ces lettres de façon qu'elles ressemblent à un anus et à un vagin. Le groupe se sépare à la suite du décès du chanteur Seth Putnam, en juin 2011.

## Biographie
Anal Cunt est formé en 1988 à Newton, dans le Massachusetts, par Seth Putnam. Il choisit le nom en faisant une liste de mots obscènes et en essayant de trouver ce qu'il lui semblait être la combinaison la plus stupide et la plus offensante — Anal Cunt. Le groupe devait être une plaisanterie et ne devait produire qu'un seul album et faire qu'un seul concert ; cependant, il continue encore à marcher fort en 2006. La même année après leur formation, les membres du groupe partent en tournée. En 1991, ils font paraître l'EP intitulé Bllleeeeaaauuurrrrgghhh! – The Record, suivi de Meat Shits au label Wicked Sick Records. Ils font ensuite paraître en 1993 leur premier album studio, Morbid Florist, au label Relapse Records, puis ils signent au label Earache Records auquel ils feront paraître en 1994 leur second album studio, Everyone Should Be Killed ; la sortie de l'album suit d'une tournée européenne.
La composition d'Anal Cunt change continuellement tout au long des années (des membres fondateurs, seul Putnam est resté jusqu'à la fin du groupe). Cet état de fait est en large partie dû aux disputes entre les compagnes des membres du groupe, un problème indiqué par le thème récurrent des chansons insultantes envers les anciens membres, comme Shut Up Mike, Mike Mahan Has Gingivitis, I Got Athlete's Foot Showering At Mike's et Tim is Gay.
Seth Putnam créera un autre groupe avec le guitariste Josh Martin, Impaled Northern Moonforest, groupe se moquant ouvertement du côté minimaliste et auto-produit du black metal, dont les chansons sont entièrement improvisées à la guitare acoustique, tandis que Seth Putnam se charge de faire la voix, et utilise un matelas et sa jambe en guise de batterie. Leur seul et unique maxi auto-produit sort en 2000.
En octobre 2004, Seth Putnam sombre dans le coma pendant presque un mois. Initialement rapporté comme une overdose de somnifère, pour des raisons d'ordre légal, il déclare plus tard qu'en fait, c'était dû à un mélange d'alcool, de crack, d'héroïne et d'une grande quantité de somnifères. D'après Putnam, les docteurs étaient déterminés à laisser tomber au bout d'un certain nombre de jours. Sa mère le change alors d'hôpital. D'abord paralysé, il subit de graves dégâts neurologiques, demandant des mois de soins pour guérir. Bien que certains pensent que ce n'était que justice [réf. souhaitée], il déclare avoir joué et qu'il continuerait à jouer des titres de chansons comme Jack Kevorkian Is Cool, You're in a Coma, et Brain Dead. Il confirme la sortie prochaine d'un nouvel album probablement en 2006.
Seth Putnam succombe à une crise cardiaque, le 11 juin 2011 à l'âge de 43 ans,.

## Style musical
Le groupe est souvent catégorisé sous les genres grindcore,, noisecore, noisegrind, et punk hardcore. Le rédacteur Steve Huey définit leur premier album, Morbid Florist, comme « à peine écoutable ». Lors d'une entrevue, Seth Putnam admet l'envoi de chansons par le groupe à certaines publications, dans le but d'être mal accueilli.
Les thèmes habituels des paroles de leurs chansons comprennent la misogynie, l'homophobie, l'antisémitisme, le racisme,, la dérision des malheureux et les insultes directes envers les autres groupes du même genre (Anyone Who Likes The Dillinger Escape Plan Is A Faggot : « Ceux qui aiment The Dillinger Escape Plan sont des tapettes » ; « Limp Bizkit think they're black but they're just gay » ("Limp Bizkit pensent qu'il sont noirs, mais en fait c'est des tapettes"). Le groupe ne prend cependant pas ces accusations au sérieux, les titres ayant avant tout pour vocation de faire rire, non de prôner la haine raciale, sexuelle, religieuse, etc. Ces paroles leur ont d'ailleurs valu une interdiction de jouer au Hellfest en 2011, à la suite des plaintes de l'association des déportés, bien que le festival voulait initialement maintenir la venue du groupe.
Des titres de chansons très controversés incluent Hitler Was a Sensitive Man, I Hope You Get Deported et Your Kid Committed Suicide Because You Suck. Le titre original était Connor Clapton Committed Suicide Because His Father Sucks. Ce titre est changé parce qu'ils travaillaient pour un label en Grande-Bretagne, où les lois sur la diffamation sont très rigoureuses[réf. nécessaire]. L'un de leurs titres de chanson récurrent est « X est Gay », où X est une personne, un lieu, une chose, une idée ou un événement. Parmi les exemples bien connus, il y a Technology is Gay, Recycling is Gay, Pottery's Gay, The Internet is Gay, Windchimes are Gay, The Word Homophobic is Gay, et You are Gay. À l'exception de leur album satirique Picnic of Love et d'un certain nombre de leurs chansons, leur catalogue musical consiste presque entièrement de morceaux ridiculement et intentionnellement blessants. La chanson typique d'Anal Cunt est courte et criarde avec un fond de guitares extrêmement distordues et une batterie au rythme explosif blast beat. Le groupe est souvent critiqué à cause de sa popularité basée uniquement sur les titres et les paroles de leurs chansons controversés, plutôt que sur leurs dons musicaux[réf. nécessaire].
Certains titres de chansons relatent la stupidité ou le côté ringard de certaines choses comme des métiers avec, par exemple, You're an Interior decorator (« tu es décorateur d'intérieur », et You're a Food Critic (« tu es critique gastronomique »).

## Membres

### Anciens membres
- Seth Putnam – guitare (1988–2001, 2003–2011; mort en 2011)
- Mike Mahan – guitare (1988–1990, 2008–2009)
- Tim Morse – batterie (1988–1996, 2006–2011)
- Fred Ordoñez – guitare (1991–1992, 1992–1993)
- John Kozik – guitare (1992–1995, 2005–2006)
- Paul Kraynak – guitare (1993–1994)
- Phil Anselmo – interprète (vedette sur 40 More Reasons to Hate Us)
- Scott Hull – guitare (1996)
- Nate Linehan – batterie (1996–1999, 2003–2004, 2006–2007)

## Discographie
- 1993 : Morbid Florist
- 1993 : Everyone Should Be Killed
- 1995 : Top 40 Hits
- 1996 : 40 More Reasons to Hate Us
- 1997 : I Like It When You Die
- 1998 : Picnic of Love
- 1999 : It Just Gets Worse
- 2001 : Defenders of the Hate
- 2008 : 110 Songs CD
- 2011 : Fuckin' A
- 2011 : Wearing Out Our Welcome (jamais officiellement sorti)